# Gerhard Kapitän
Gerhard Kapitän (Meißen, 23 april 1924 – Syracuse, 25 november 2011) was een Oost-Duits historicus en onderwaterarcheoloog. Zijn onderzoeksterrein lag hoofdzakelijk voor de kusten van Sicilië, Italië.

## Levensloop

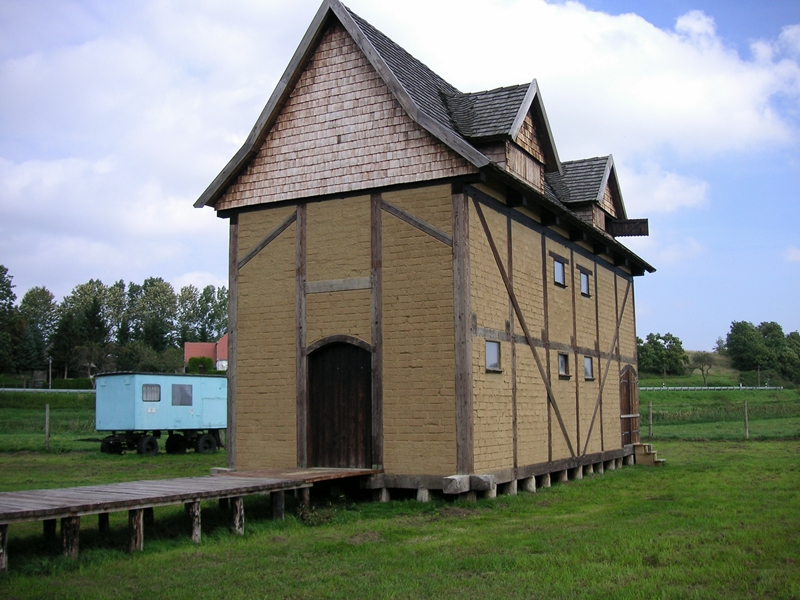
Kemlade of paalwoning in Duitsland

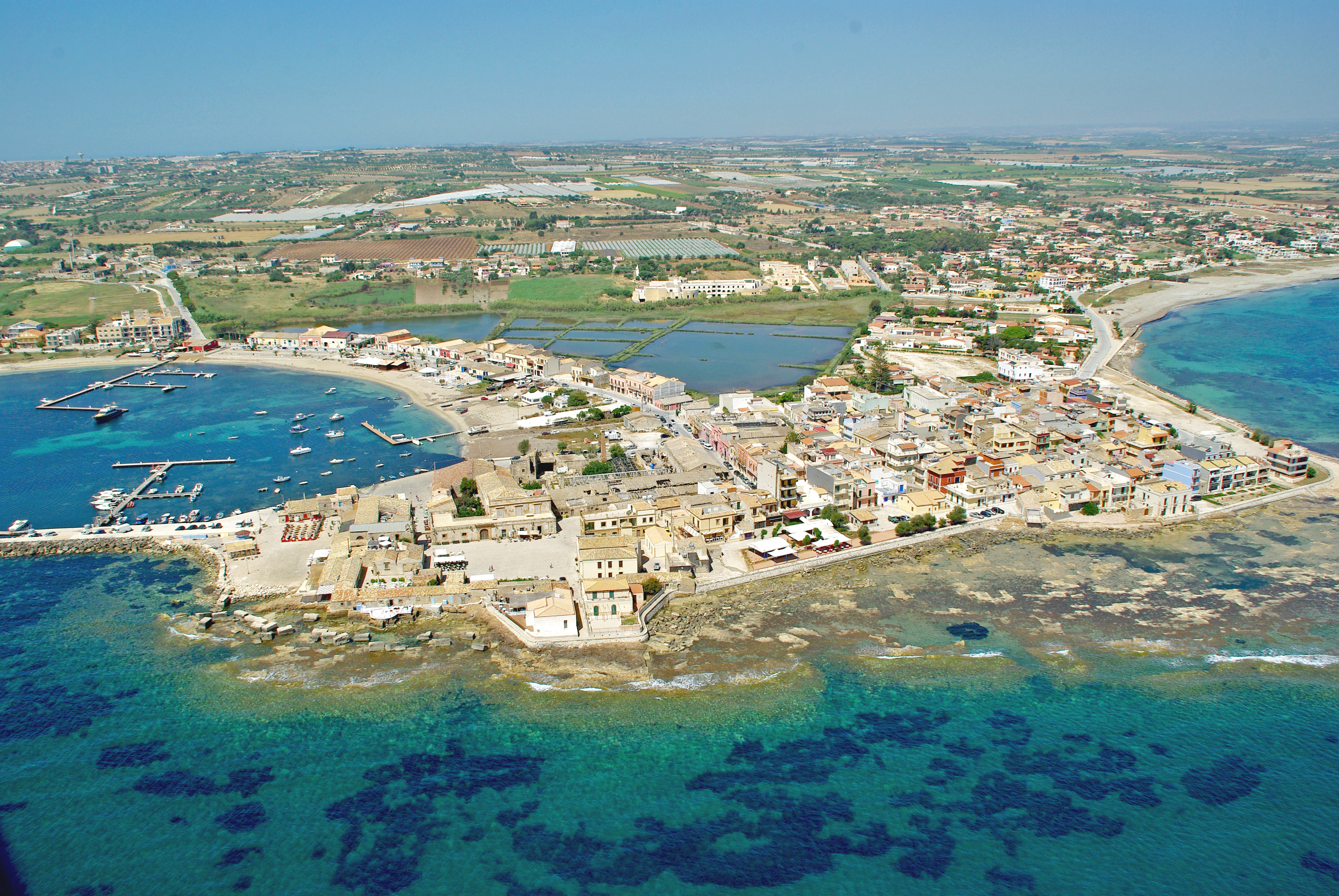
Marzamemi in Sicilië, waar Kapitän Byzantijns marmer in zee vond.

Kapitän groeide op in Meißen en vocht in de Tweede Wereldoorlog voor Nazi-Duitsland. Na de oorlog studeerde hij figuratieve kunst aan de Kunstacademie van Dresden, Oost-Duitsland. Hij voltooide nadien, in de jaren 1950-1953, de studies geschiedenis en archeologie aan de Humboldtuniversiteit in Oost-Berlijn.
Zijn carrière begon bij de dienst Monumentenzorg in Oost-Berlijn; hij was freelance medewerker. Vast werk kreeg hij van de Academie van Wetenschappen van de DDR (1958-1961). De Academie stuurde Kapitän naar de Mecklenburgische Seenplatte, dat een morenestreek is. Kapitän maakte deel uit van een groep wetenschappers die archeologisch onderzoek deden in dit drassig gebied. Zij bestudeerden paalwoningen of Kemladen genoemd die teruggaan tot de middeleeuwen.
In zijn vrije tijd dook hij bij het eilandje Basiluzzo, een van de Eolische Eilanden ten noorden van Sicilië. Door zijn onderzoeksresultaten in Basiluzzo geraakte hij in contact met de Siciliaanse archeoloog Luigi Bernabò Brea, die werkzaam was in Syracuse. Brea was geïnteresseerd in diens archeologisch werk tijdens de vrije tijd.
Toen in 1961 de Berlijnse Muur werd gebouwd, besloot Kapitän te blijven in Syracuse. Onder de vleugels van het Bureau voor Oudheidkunde van Oost-Sicilië met Brea aan het hoofd, voerde Kapitän zijn onderzoeken uit. Het Bureau had zijn zetel in Syracuse. Onderwaterarcheologie werd door Kapitäns toedoen een eigen afdeling van het Bureau. Hij dook met medewerkers over de hele zuidkust van Sicilië. Zo vond hij voor de kust van het dorp Marzamemi marmeren brokstukken op de zeebodem; dit kwam van een verzonken kerk uit de tijd van keizer Justinianus I van Byzantium. 
Hij leidde studenten archeologie op in Syracuse met lezingen over classificatie van amforen en bewaartechnieken eens de stukken boven water komen. Naast zijn interesse in Griekse en Romeinse amforen legde hij zich ook toe op de studie van scheepsbouw in de Oudheid.
Omdat het Bureau in Syracuse weinig van het materiaal kon bekostigen, betaalde Kapitän veel zelf. Hij werkte eveneens als handelsvertegenwoordiger van een Siciliaans bedrijf van duikmateriaal.
Kapitän publiceerde een honderdtal wetenschappelijke artikelen. Hij dook niet alleen in Sicilië; in de latere jaren deed hij dit ook in Malta en Griekenland. In 1992 stond hij aan de basis van een maritiem museum voor archeologie in Sri Lanka.
Vanaf het eind van de jaren 1990 dook hij niet meer. Hij bleef evenwel actief bij teams op zee die archeologisch werk uitvoerden.